# Murvenjak
Murvenjak je otok u Jadranskom moru, kod Murtera (Hrvatska).
Njegova površina iznosi 0,61 km². Dužina obalne crte iznosi 4,71 km. Najviši vrh je visok 64 mnm.

## Vanjske poveznice
|  | Zajednički poslužitelj ima još gradiva o temi Murvenjak |